# همه‌پرسی ازدواج همجنس سوئیس ۲۰۲۱
همه پرسی ازدواج همجنس سوئیس در سال ۲۰۲۱ یک همه پرسی اختیاری بود که در ۲۶ سپتامبر ۲۰۲۱ در سوئیس در مورد اصلاحیه ای در قانون مدنی برای قانونی کردن ازدواج بین افراد همجنس و همچنین حقوق فرزندخواندگی برای زوج‌های همجنس و دسترسی به فناوری کمک‌باروری برگزار شد. فناوری تولید مثل برای زوج‌های لزبین این اصلاحیه در گفتمان عمومی سوئیس «ازدواج برای همه» (Ehe für alle , Mariage pour tous , Matrimonio per tutti , Lètg per tuts) نامیده شد.
۶۴٫۱ درصد از رای‌دهندگان و همه کانتون‌ها از این اصلاحیه حمایت کردند که قرار است از اول ژوئیه ۲۰۲۲ لازم الاجرا شود. این رای، سوئیس را به بیست و نهمین کشوری تبدیل کرد که ازدواج همجنس را قانونی می‌کند و یکی از آخرین کشورها در اروپای غربی است.

## هدف
اصلاحیه موضوع رفراندوم، ازدواج همجنس در سوئیس، پذیرش زوج‌های همجنس‌گرا و فناوری کمک باروری برای زوج‌های همجنس زن را قانونی می‌کند. طبق قانون سوئیس در سال ۲۰۰۵، این امکان را برای زوج‌های همجنس ایجاد می‌کند تا وارد یک پیوند مدنی شوند.

## تاریخچه
سوئیس به شهروندان خود اجازه می‌دهد تا یک همه پرسی اختیاری برای اعتراض به قانون تصویب شده توسط مجلس فدرال سوئیس، پارلمان فدرال، راه اندازی کنند. به منظور واجد شرایط بودن، طومار باید حداقل ۵۰۰۰۰ امضا ظرف ۱۰۰ روز پس از انتشار قانون جدید در روزنامه فدرال داشته باشد. حزب مسیحیت انجیلی اتحادیه فدرال دموکرات سوئیس (EDU) قبلاً در ژوئن ۲۰۲۰ اعلام کرده بود که همه پرسی علیه قانونی شدن ازدواج همجنس راه اندازی خواهد کرد.
پس از بحث‌های طولانی، که توسط لایحه‌ای در سال ۲۰۱۳ توسط حزب لیبرال سبز سوئیس آغاز شد، مجلس فدرال لایحه‌ای را برای قانونی کردن ازدواج همجنس در سال ۲۰۲۰ تصویب کرد. دولت فدرال و همه احزاب سیاسی، به جز حزب راستگرای مردم سوئیس، حدود نیمی از حزب مرکز، و EDU از آن حمایت کردند. اصلاحیه قانون مدنی در ۳۱ دسامبر ۲۰۲۰ در روزنامه فدرال منتشر شد و به مخالفان تا ۱۰ آوریل ۲۰۲۱ برای جمع‌آوری امضا بر علیه این قانون مهلت داد.
سه کمیته همه پرسی وجود داشت. اولین مورد، توسط EDU، خود را «نه به ازدواج برای همه» نامید. دوم، توسط نمایندگان پارلمان از حزب مردم سوئیس (SVP)، مرکز و حزب مردم انجیلی سوئیس «نه به اهدای اسپرم برای زوج‌های همجنس» نامیده شد. کمیته سومی به نام «نه به کالایی سازی کودکان» توسط اعضای پارلمان SVP از کانتون واله راه اندازی شد. آنها همچنین خود را «برای بنیاد خانواده» نامیدند.
در ۱۲ آوریل ۲۰۲۱، مخالفان ازدواج همجنس اعلام کردند که ۵۹۱۷۶ امضای تأیید شده جمع‌آوری کرده و آنها را به آژانس صدراعظم فدرال آورده‌اند. در ۲۷ آوریل، صدراعظم ۶۱۰۲۷ امضای معتبر را تأیید کرد که به این معنی بود که این قانون برای رأی‌گیری ارائه می‌شود. در ۱۹ می، شورای فدرال تصمیم گرفت که همه پرسی در ۲۶ سپتامبر ۲۰۲۱ برگزار شود.
در بحث‌های منتهی به رای‌گیری، طرفداران ازدواج برابر از جمله وزیر دادگستری فدرال، کارین کلر ساتر، بر لزوم پایان دادن به تبعیض و نابرابری تأکید کردند. آنها گفتند که این قانون گامی در جهت پایان دادن به انگ و تبعیض اجتماعی علیه زوج‌های همجنس خواهد بود. مخالفان اصلاحیه، عمدتاً از محافل محافظه کار، استدلال احترام به سنت را مطرح کردند. آنها همچنین گفتند که تغییر تعریف ازدواج به جای اصلاح قانونی نیاز به اصلاح قانون اساسی دارد. اما استدلال اصلی آنها مربوط به رفاه کودکان، مانند حق کودک برای شناخت پدر خود است، که به گفته آنها برای فرزندان زوج‌های زن همجنس به خطر می‌افتد.

## نظرسنجی‌ها
نظرسنجی‌ها قبل از همه پرسی به‌طور مداوم نشان می‌دهد که تقریباً دو سوم از این قانون حمایت می‌کنند.
| نظرسنجی     | به سفارش | تاریخ           | بلی | تمایل به بله | تصمیم نگرفتم بدون پاسخ | تمایل به خیر | خیر |
| ----------- | -------- | --------------- | --- | ------------ | ---------------------- | ------------ | --- |
| gfs. برن    | SRG SSR  | ۲۰ اوت ۲۰۲۱     | ۵۵  | ۱۴           | ۲                      | ۹            | ۲۰  |
| LeeWas GmbH | تامدیا   | ۱۳ اوت ۲۰۲۱     | ۵۶  | ۸            | ۱                      | ۶            | ۲۹  |
| LeeWas GmbH | تامدیا   | ۱ سپتامبر ۲۰۲۱  | ۶۰  | ۶            | ۱                      | ۴            | ۲۹  |
| gfs. برن    | SRG SSR  | ۱۵ سپتامبر ۲۰۲۱ | ۵۳  | ۱۰           | ۲                      | ۸            | ۲۷  |
| LeeWas GmbH | تامدیا   | ۱۵ سپتامبر ۲۰۲۱ | ۶۴  | ۳            | ۱                      | ۳            | ۲۹  |

## نتایج
۶۴٫۱ درصد رای‌دهندگان و همه کانتون‌ها از اصلاحیه قانون مدنی برای قانونی شدن ازدواج همجنس حمایت کردند.